# サンシャイン栄

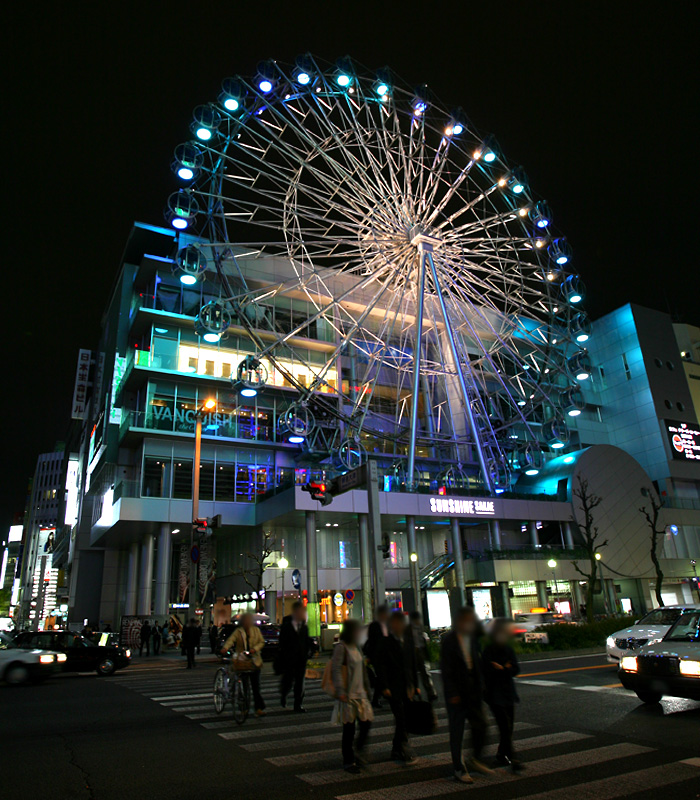
夜のSUNSHINE SAKAE

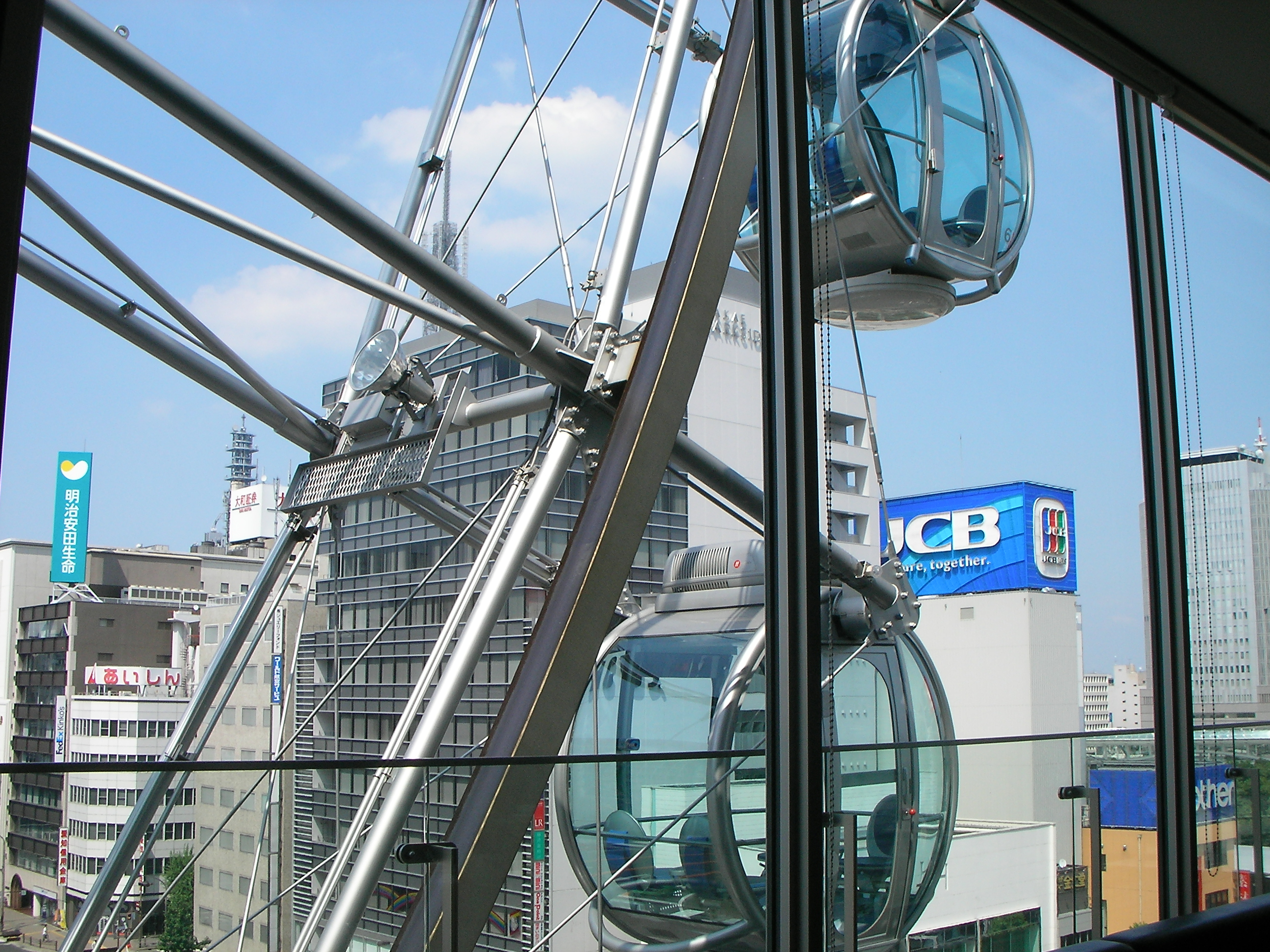
ビル内から

サンシャインサカエ（SUNSHINE SAKAE）は、愛知県名古屋市中区に所在する商業施設である。

## 概要
京楽産業.のグループ企業である京楽エンタテインメント・リテイルズが管理・運営をしており、京楽産業.のグループ企業である株式会社京楽が運営する「サンシャインKYORAKU」も出店していた。
同業他社の名古屋市瑞穂区に本社を置く『京楽グループ』が運営していた「パチンコホール京楽会館」と名古屋東映会館（1955年7月 - 2002年9月13日閉館）の跡地に建設された。
建物は地上6階、地下2階で、延べ床面積は約14,000平方メートル。
テナントには飲食店やファッション店などが多く入居するほか、建物の外側に「スカイボート」と称する観覧車が設置されており、夜にはライトアップなどの演出も見ることができる。
また、京楽グループや吉本興業関連のイベントや番組の収録に使用されることも多い。
2012年に名古屋市が主催した第1回名古屋まちなみデザインセレクションにおいて、「SUNSHINE SAKAE観覧車のライトアップ」が市民投票により、まちなみデザイン20選（第1回）に選定された。
2025年（令和7年）3月27日にはヨドバシカメラの親会社であるヨドバシホールディングスがサンシャインサカエの土地と建物を取得している。

## 年表
- 2005年（平成17年）2月25日 - オープン[3]。
- 2008年（平成20年）6月6日 - リニューアルオープン[10]。
- 2025年（令和7年）3月27日 - ヨドバシホールディングスがサンシャインサカエの土地と建物を取得。

## 施設
2008年（平成20年）6月に大幅なリニューアルが行われた。
出店テナントの詳細については公式サイト「フロアガイド」を参照。

### 6F
- レストラン
  - 2014年7月25日のリニューアルにともなって、フロア名称を「KIN-3 FRONT DINING」に変更。SUNSHINE SAKAEのある“錦3丁目（錦三=きんさん）”と“3店舗”という意味を込めて命名している。「京彩旬肴 吉竹」、「炭火焼肉たむら 別邸栄」、「FISHERMANS CRAB」が出店している。

### 5F
- ビューティー / リラクゼーション
  - 平塚哲二プロデュースのカジュアルレストラン「GOLUXE（ゴルックス）」や美容、リラクゼーションカフェが出店している[10]。
  - ひだまりこころクリニック（心療内科・精神科）

- SKE48 CAFE&SHOP with AKB48
  - 2010年（平成22年）10月1日にはSKE48のオフィシャルショップ「SKE48名古屋Shop」が開業した[11]。
  - 2012年12月9日にSKE48劇場のリニューアルを機に｢SKE48名古屋Shop｣をリニューアルした形のSKE48のCAFE&SHOP。AKB48グループのCAFE&SHOPとしては日本国内で4店目で、AKB48以外のグループ名が店名に入ったのは本店舗が初めてである。ただし、(AKB48 CAFE&SHOP)共通公式サイトには秋葉原･難波･博多の3店舗のみ入っており、同店は系列外という扱い。[要出典]

### 4F
- メンズファッション
  - 2017年5月17日にメンズファッション店舗はすべてクローズ。

### 3F
- TSUTAYA
  - 2008年6月開店[10]。(2020年10月31日閉店)

- ダイコクドラッグ SUNSHINE SAKAE店
  - 2023年8月開店[12]。

- スカイボート
  - 建物の外側に設置されている直径約42mの観覧車[1]。全ゴンドラが車椅子での搭乗に対応している。観覧車に乗るとゴンドラの上部にあるスロットが自動的に回る。[要出典]

### 2F
- SKE48劇場 
  - 2012年8月までは「SUNSHINE STUDIO[14]」と呼ばれていて、「バー＆ダイニング“カナリア”」（2016年現在も存続）を併設したマルチコンプレックススタジオであった。テレビやラジオの番組収録に使用されたほか、2008年（平成20年）10月5日からはAKB48の名古屋進出プロジェクト「SKE48」の本拠地「SKE48劇場」としても使用されていた。その他吉本興業によるお笑いライブなども行われていた。過去には『NAGOYA SUNSHINE MUSIC CHASE』（BSフジ）や『SAKAE TA☆RO』、『YOSHIMOTO DIRECTOR'S 100 〜100人が映画撮りました〜』（いずれも中京テレビ）の収録が行われていた。2010年から2011年の間、名古屋を拠点とする男性グループBOYS AND MENが定期演劇公演を行う場でもあった[15]。
  - 2012年（平成24年）7月27日に、同年9月から当スタジオをSKE48専用劇場として全面改修することが発表され[14][16]、同年8月29日に全面改修前最後のSKE48公演が実施された[14]。2012年12月9日、SKE48専用劇場として再オープン[13]。また、SKE48の公演使用時のみの愛称であった「SKE48劇場」が正式名称となった[13]。

- 名古屋麺屋横丁[3]
  - かつてナムコのチームナンジャがプロデュースしていたラーメンテーマパーク。環境演出は昭和30年代をモチーフとし、日本各地のラーメン専門店7軒が出店していたが、2008年（平成20年）2月3日をもって営業を終了した[17]。
- マクドナルド サンシャインサカエ店

### 1F
- サンシャインKYORAKU（パチンコ・スロット）2025年2月24日に契約満了に伴い閉店
- タリーズコーヒー SUNSHINE SAKAE店

### B1
- サンシャインKYORAKU（パチンコ・スロット）2025年2月24日契約満了に伴い閉店
- グランドキャニオン広場 : イベント・スペース

## 所在地
- 愛知県名古屋市中区錦三丁目24-4

## 交通アクセス
- 名古屋市営地下鉄東山線・名城線 栄駅下車 8番出口直通